# A Berlino... va bene
A Berlino... va bene è il primo album discografico in studio del cantautore italiano Garbo, pubblicato nel 1981.
L'album è presente nella classifica dei 100 dischi italiani più belli di sempre secondo Rolling Stone Italia alla posizione numero 55.

## Tracce
1. A Berlino... va bene
2. C'est la Vie
3. Futuro
4. In questo cielo a novembre
5. Dans une nuit ainsi
6. On the Radio
7. A Milano... va bene
8. Anche con te... va bene
9. Lili Marleen
10. Mekong

## Formazione
- Garbo – voce, sintetizzatore
- Maurizio Anesa – basso
- Maurizio Gianni – chitarra
- Sergio Franzosi – tastiera, pianoforte
- Aldo Banfi – sintetizzatore, programmazione
- Bruno Bergonzi – batteria, percussioni
- Giuseppe Pagani – sax, clarino, basso